# Hemibrycon
Hemibrycon és un gènere de peixos de la família dels caràcids i de l'ordre dels caraciformes.

## Taxonomia
- Hemibrycon beni (Pearson, 1924)[2]
- Hemibrycon boquiae (Eigenmann, 1913)[3]
- Hemibrycon carrilloi (Dahl, 1960)[4]
- Hemibrycon colombianus (Eigenmann, 1914)[5]
- Hemibrycon dariensis (Meek & Hildebrand, 1916)[6]
- Hemibrycon decurrens (Eigenmann, 1913)[7]
- Hemibrycon dentatus (Eigenmann, 1913)[7]
- Hemibrycon divisorensis (Bertaco, Malabarba, Hidalgo & Ortega, 2007)[8]
- Hemibrycon guppyi (Regan, 1906)[9]
- Hemibrycon helleri (Eigenmann, 1927)[10]
- Hemibrycon huambonicus (Steindachner, 1882)[11]
- Hemibrycon jabonero (Schultz, 1944)[12]
- Hemibrycon jelskii (Steindachner, 1877)[13]
- Hemibrycon metae (Myers, 1930)[14]
- Hemibrycon microformaa (Román-Valencia & Ruiz-C., 2007)[15]
- Hemibrycon orcesi (Böhlke, 1958)[16][17]
- Hemibrycon pautensis (Román-Valencia, Ruiz & Barriga, 2006)[18]
- Hemibrycon polyodon (Günther, 1864)[19]
- Hemibrycon rafaelense (Román–Valencia & Arcila–Mesa, 2008)[20]
- Hemibrycon surinamensis (Géry, 1962)[21]
- Hemibrycon taeniurus (Gill, 1858)[22]
- Hemibrycon tolimae (Eigenmann, 1913)
- Hemibrycon tridens (Eigenmann, 1922)[23]
- Hemibrycon velox (Dahl a Dahl & Medem, 1964)[24][25][26][27][28][29][30]